# Гекончик
Гекончик (Alsophylax) — рід геконів з підродини Справжні гекони. Має 8 видів.

## Опис
Загальна довжина представників цього роду сягають від 4 до 10 см. Колір шкіри сірий або жовтий, на спині є темні смуги. Пальці прямі, позбавлені прикріплювальних пластин, мають особливість лускового покриву.

## Спосіб життя
Наземні тварини. Полюбляють сухі місцини. Живуть на кам'янистому або глинястому ґрунті. Вдень відпочивають у норі або термітниках. Активні вночі. Харчуються гекончики комахами, личинками, безхребетними. 
Це яйцекладні гекони. Відкладає за один раз 1—2 яйця за сезон може бути створено 2—3 кладки.

## Розповсюдження
Середня Азія, Іран, Кашгарія (Китай), Астраханська область (Росія), Казахстан, Монголія, Афганістан.

## Види
- Alsophylax emilia (Nazarov, Abduraupov, Shepelya, Gritsina, Melnikov, Buehler, Lapin, Poyarkov & Grismer, 2023),
- Alsophylax ferganensis (Nazarov, Abduraupov, Shepelya, Gritsina, Melnikov, Buehler, Lapin, Poyarkov & Grismer, 2023),
- Alsophylax laevis (Nikolsky), 1907
- Alsophylax loricatus (Strauch), 1887
- Alsophylax pipiens (Pallas, 1827)
- Alsophylax przewalskii (Strauch, 1887)
- Alsophylax szczerbaki (Golubev & Sattarov, 1979)
- Alsophylax tadjikiensis (Golubev, 1979)